# Lila Acheson Wallace
Lila Acheson Wallace (eigentlich Lila Bell Acheson, * 25. Dezember 1889 in Virden, Kanada; † 8. Mai 1984 in Mount Kisco, New York) war eine US-amerikanische Verlegerin und Wohltäterin, die zusammen mit ihrem Ehemann DeWitt Wallace Reader’s Digest, eine der auflagenstärksten Zeitschriften der Welt, gründete.

## Leben
Acheson war die Tochter eines presbyterianischen Ministers und wuchs in Kleinstädten im Mittleren Westen auf. Sie studierte an der University of Oregon, die sie im Jahr 1917 mit Erfolg abschloss, und lehrte danach an Schulen.
In Tacoma im US-Bundesstaat Washington lernte sie den aufstrebenden Verleger DeWitt Wallace kennen. Wallace vertraute ihr seine Idee für ein Magazin an, das Geschichten im Digest-Format sammeln sollte. Bevor das Projekt jedoch gestartet werden konnte, traten die Vereinigten Staaten in den Ersten Weltkrieg ein. Während Wallace in der U.S. Army diente, organisierte Acheson in den östlichen Staaten YWCA-Zentren für Frauen, die in der Kriegsindustrie arbeiteten. Nach dem Krieg blieb sie in der Sozialarbeit im Osten tätig. 1921 heiratete sie Wallace, ein Jahr darauf am 5. Februar 1922 erschien die erste Ausgabe von Reader’s Digest. Die Auflage des Magazins stieg von 1.500 im ersten Jahr auf 200.000 im Jahr 1929. Zu Beginn des 21. Jahrhunderts erschien Reader’s Digest in 50 Ausgaben und 21 Sprachen mit einer geschätzten weltweiten Auflage von rund 23 Millionen Exemplaren.
Die Wallaces unternahmen eine Vielzahl gemeinnütziger Aktivitäten, darunter die Restaurierung historischer Stätten auf der ganzen Welt. Im Jahr 1972 erhielten beide für ihre wohltätige Arbeit die Presidential Medal of Freedom. Die Wallace Foundation (vor 2003 Lila Wallace-Reader’s Digest Fund) unterstützt Bildungs- und Kulturprogramme.
Lila Acheson Wallace starb an den Folgen der Alzheimer-Krankheit.

## Auszeichnung
- 1972 Presidential Medal of Freedom
- 1978 Auswärtiges Mitglied der Académie des Beaux-Arts
- 1992 National Medal of Arts, postum

## Sonstiges
Nach ihr ist der Lila Wallace Reader's Digest Writers Award benannt.